# Список умерших в 851 году

## Март
- 7 марта — Номиноэ, правитель Бретани (831—851), основатель бретонской политической традиции, известный как «отец бретонской нации».
- 20 марта:
  - Ирменгарда Турская, жена императора Запада Лотаря I;
  - Эббон Реймсский, франкский церковный деятель и писатель.

## Апрель
- 25 апреля — Нотон, архиепископ Арля (820—851).

## Август
- 22 августа — Вивиан, граф Тура (844—851), ректор (светский аббат) монастырей Святого Мартина и Мармутье в Туре.

## Октябрь
- 8 октября — Фрекульф, франкский священник, дипломат и историк, выпускник «дворцовой школы» в Аахене во времена правления Карла Великого, епископ Лизьё (ок. 824—851).

## Ноябрь
- 22 ноября — Алодия и Нунила, святые Римско-Католической церкви, кордовские мученицы.

## Дата смерти неизвестна или требует уточнения
- Властимир,великий жупан Сербии (?—851), основатель династии Властимировичей.
- Иоанн Чешский, святой, первый чешский пустынник.
- Кинаэд мак Конайнг, король Наута (Северной Бреги) и всей Бреги (849—851).
- Радельхиз I, князь Беневенто (839—851).
- Сиконульф, первый князь Салерно (849—851).